# Via Agrippa

Römerstraßen in Gallien

Unter Via Agrippa, Agrippa-Straße, versteht man heute die unter Marcus Vipsanius Agrippa, dem römischen Feldherrn und Schwiegersohn des Augustus als Statthalter Galliens, dort von Lugdunum (Lyon) aus gebauten vier Heerstraßen. Dies sind nach dem antiken Geographen Strabon:

„Eine (...) nach Aquitanien, eine zum Rhein und drittens die zum Ozean bei den Bellovakern und Ambianern, die vierte ist die ins narbonitische und zu der massaliotischen Küste.“

## Gebräuchlichkeit des Begriffes
Der Name Via Agrippa wurde erst in der Neuzeit üblich, dabei steht er vor allem, auch bei touristischen Beiträgen, für die auch heute noch im Rhonetal häufig erkennbare Trasse von Lyon bis zur Mittelmeerküste nach Narbonne oder Marseille. Die zweite Trasse von Lyon zum Atlantik wird oft als Fortsetzung dieser Straße angesehen. Weniger als Agrippa-Straße bekannt ist die Strecke nach Aquitanien. In jüngster Zeit hat der Bonner Altertumswissenschaftler Klaus Grewe (LVR-Amt für Denkmalpflege im Rheinland) das bisher nur allgemein als Römerstraße Trier–Köln (oder umgekehrt) angesprochene Teilstück der zweiten Römerstraße Strabons als Agrippa-Straße Köln–Trier in die Literatur und in die Diskussion über die Wiederentdeckung des römischen Erbes in unserer heutigen Kulturlandschaft eingeführt. Dies erscheint besonders glücklich, da der Begriff Via wie bei der Via Appia eher für die altbekannten Straßen eingeführt ist.

## Agrippastraßen
1. Agrippa-Straße nach Aquitanien: Die Trasse führt von Lugdunum über Augustonemetum (Clermont-Ferrand), Lemovicum (Limoges) ans Meer nach Mediolanum santonum (Saintes) und Burdigala (Bordeaux)
2. Agrippa-Straße zum Rhein: Von Lugdunum aus wechselt die Straße auf das rechte Ufer der Saône und führt dann über Matisco (Mâcon), Cabillonum (Chalon-sur-Saône), Dibio (Dijon), Andemantunnum (Langres), Noviomagus (Neufchâteau), Tullum (Toul), Divodurum (Metz), Ricciacum (Ritzig bei Dalheim) nach Augusta Treverorum (Trier) in Deutschland. Die Brücke über die Mosel wurde dendrologisch auf etwa 18/17 v. Chr. datiert und bestätigt somit die Anlage in der zweiten Statthalterschaft Agrippas.[4] Von Augusta Treverorum führt durch diese Straße über die Eifel und via Beda (Bitburg), Ausava (Oos?),[5] Icorigium (Jünkerath), Marcomagus (Nettersheim),[5] Tolbiacum (Zülpich) nach Colonia Claudia Ara Agrippinensium (Köln)
3. Agrippa-Straße nach Boulogne-sur-Mer: Die Straße führt von der Strecke nach Norden erst bei Cabillonum ab über Augustodunum (Autun), Autessiodurum (Auxerre), Augustobona (Troyes), Durocortorum (Reims), Samarobriva (Amiens) nach Gesoriacum (Boulogne-sur-Mer)
4. Agrippa-Straße ins Narbonnitische: Die Verbindung mit der Gallia Narbonensis erfolgte von Lugdunum aus auf dem linken Rhôneufer über Vienna (Vienne), Valentia (Valence), Arausio (Orange) nach Arelate (Arles), dem Kreuzungspunkt mit der Via Aurelia[6]

## Galerie

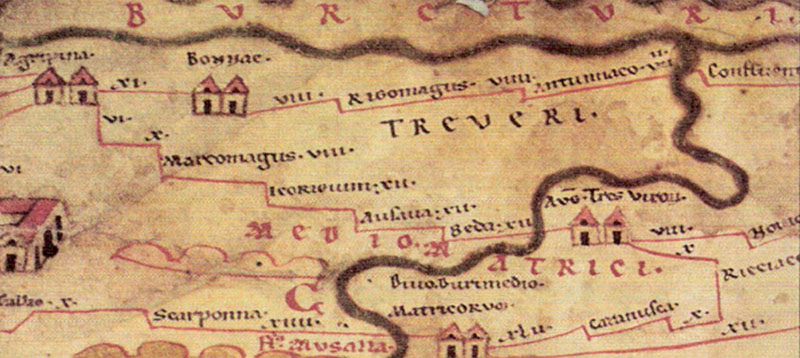
Ausschnitt  Tabula Peutingeriana Strecke Köln-Trier
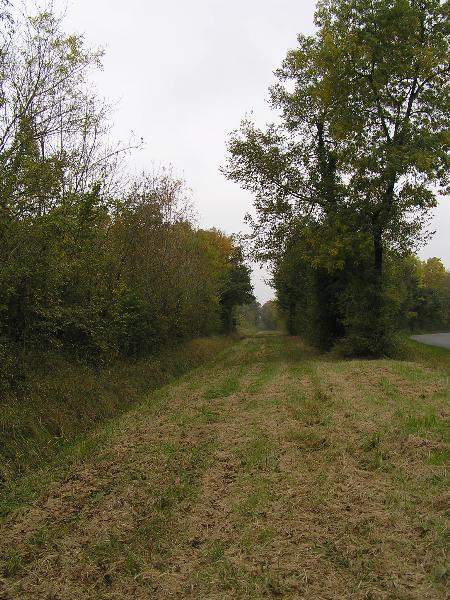
Via Agrippa zwischen Sainte-Sévère und Cherves-Richemont im Département Charente
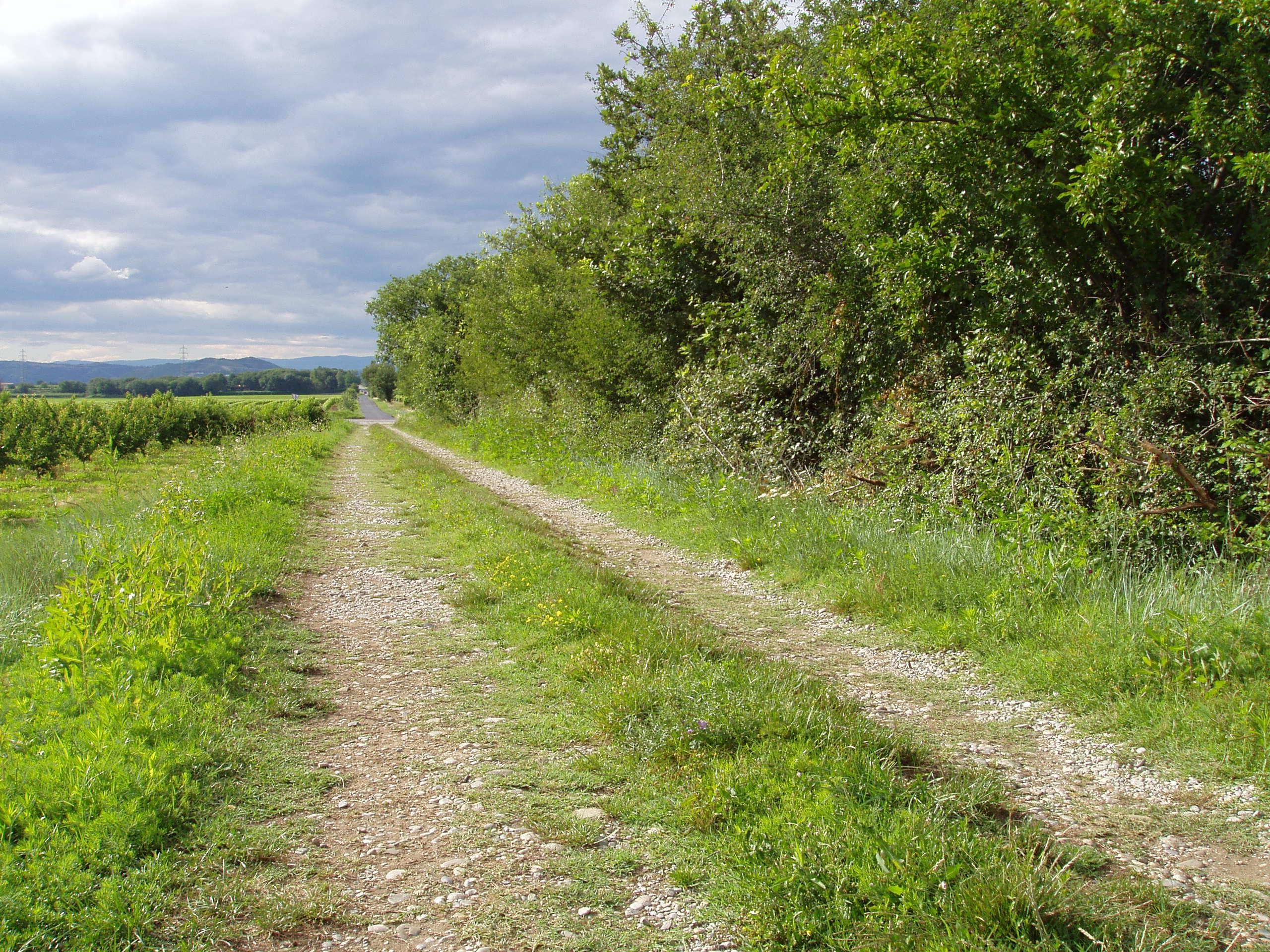
Via Agrippa bei Beaumont-Monteux (Département Drôme) nahe der Rhône-Strecke
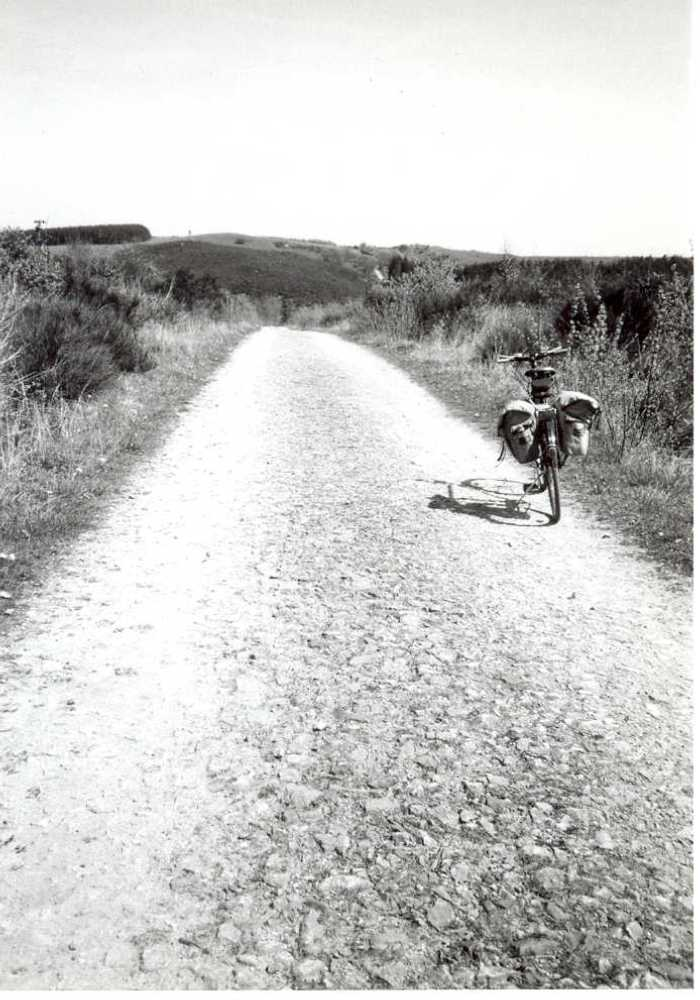
Typisch gradliniger Streckenverlauf in der Eifel
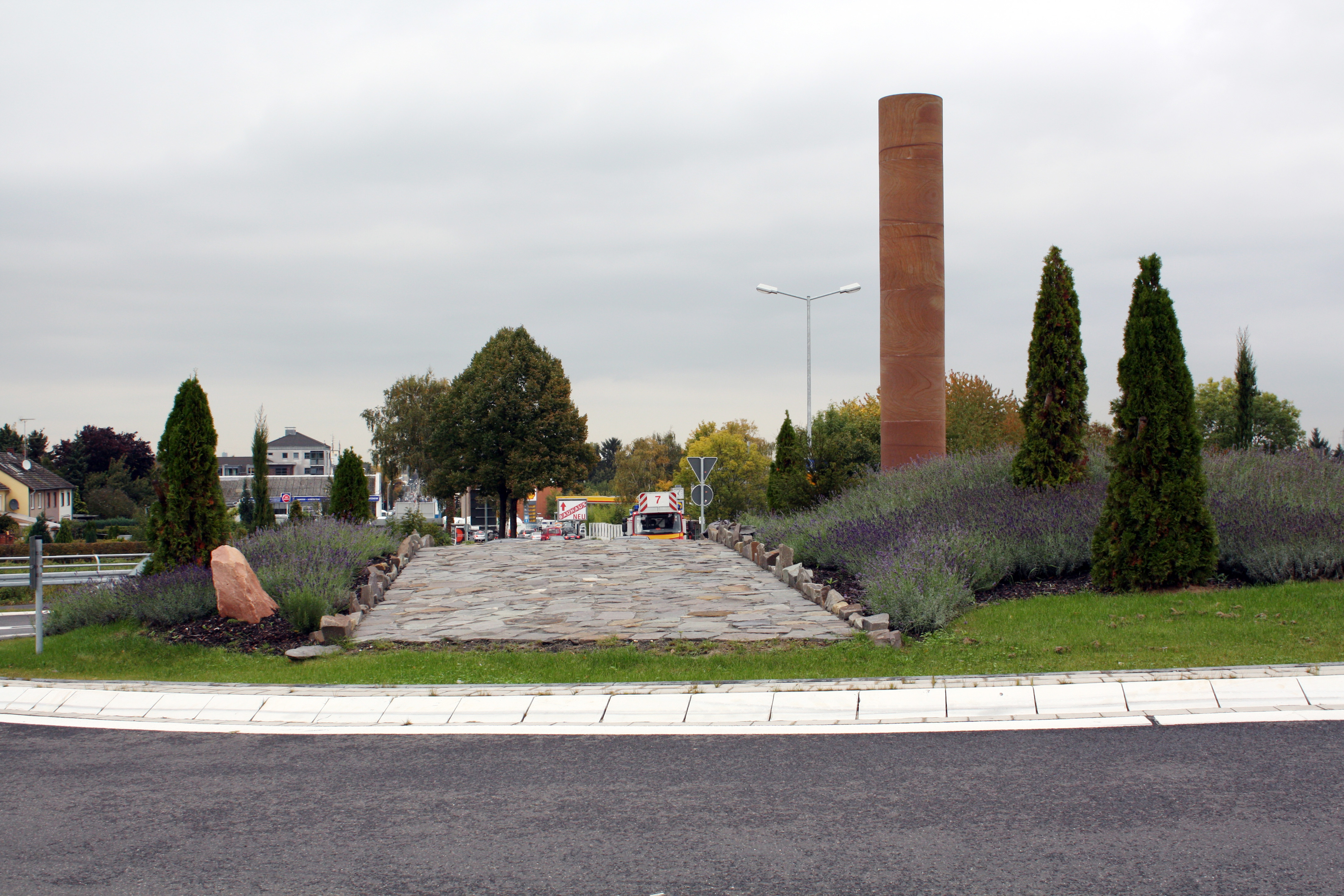
Hinweis auf die Agrippa-Straße in Hürth vor Köln
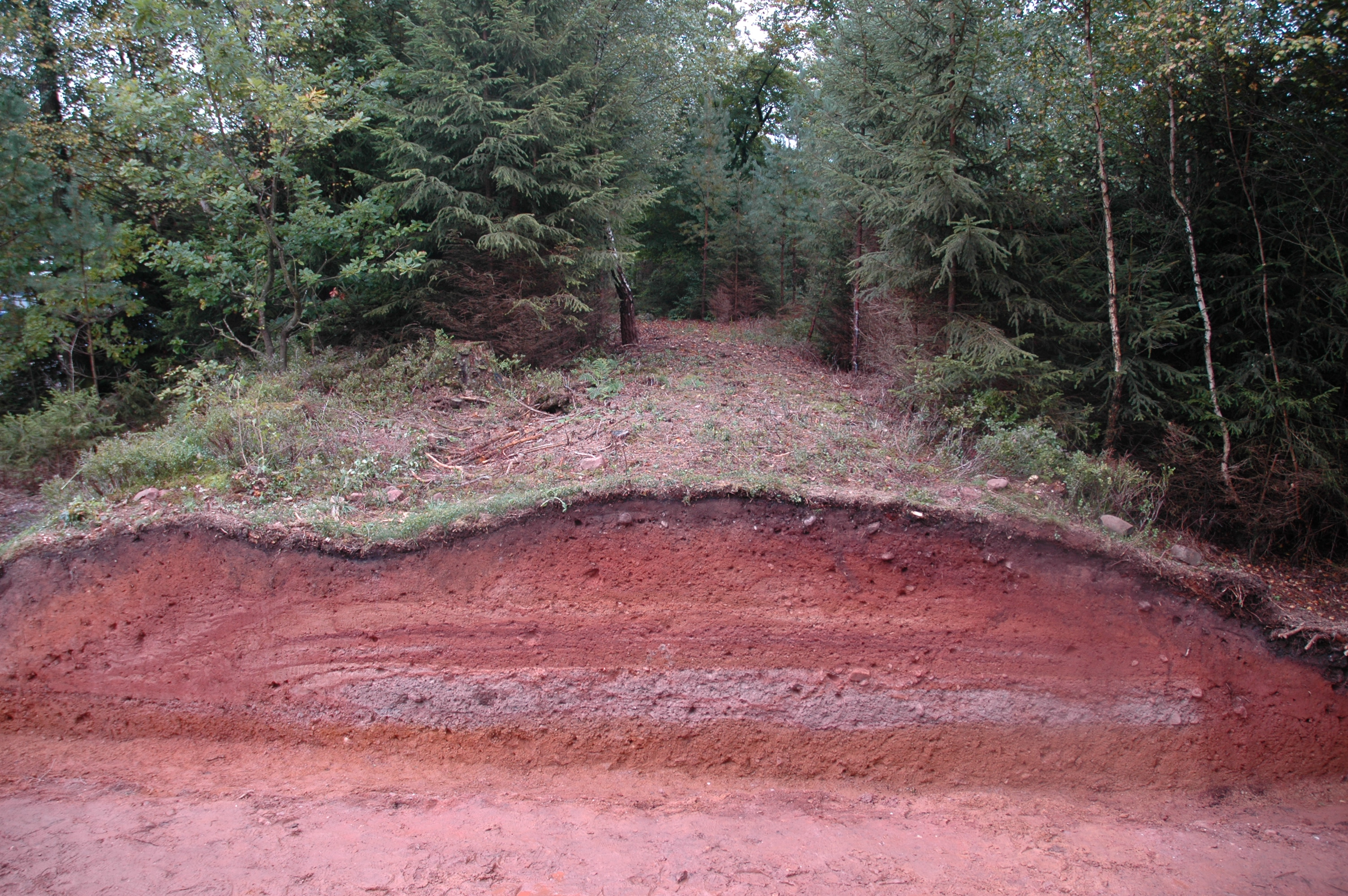
Freigelegtes Profil der Römerstraße Trier-Köln  bei Dahlem, Eifel